# Дионисије Миливојевић
Дионисије (световно Драгољуб Миливојевић; Рабровац, 13. јул 1898 — Манастир Светог Саве у Либертивилу, 15. мај 1979) био је епископ америчко-канадски.
Након рашчињења основао је слободну Епархију за Америку и Канаду, Епархију за Аустралију и Нови Зеланд и Епархију за западну Европу.

## Историја

### Младост и богомољачки покрет
Рођен је 13/26. јула 1898. у селу Рабровцу код Младеновца. После завршене гимназије и велике матуре уписује студије на Правном факултету Београдског универзитета, да би после две године уписао студије на Богословском факултету, на којем је и дипломирао. У младости је прихватао миленаристичко учење и био један од вођа богомољачког покрета. По завршетку студија ступа у брак, међутим, убрзо му умире супруга и остаје удовац. Потом одлази на Свету гору, у манастир Хиландар, где прима монашки постриг и добија монашко име Дионисије. До избора за викарног епископа био је старешина манастира, професор богословије у Сремским Карловцима и управитељ Монашке школе у манастиру Дечанима. Истовремено је био веома активан у богомољачком покрету, у који се укључио још од својих студенских дана. Уређивао је богомољачки лист Хришћанска заједница, све до 1933. године.
Изабран је за владику моравичког и викара патријарха Гаврила 1938. године и рукоположен августа исте године у београдској Саборној цркви. Крајем 1939. године је изабран за владику америчко-канадског.
Пред избијање Другог светског рата био је присутан, у својству представника патријарха, на Скупштини Кола српских сестара у Београду, на којем је охрабрујући говор о супроставању немачкој пропаганди, одржала Делфа Иванић. Трећег дана Скупштине, уторком, увек су одржавали у Саборној цркви помен свима нашим изгинулим од Косова до данас, па су одржали и овога пута помен у Саборној цркви. Служио је уместо патријарха владика Дионисије. После завршеног помена он је пред олтаром одржао патриотски говор. Између осталог је рекао: После говора, који се у недељу чуо у сали Кола српских сестара не би
требало да буде више ни једне српске куће, да чији сви чланови нису учлањени у ову родољубиву српску организацију.

### Боравак у САД
Управу Епархије америчко-канадске је преузео 15. априла 1940. године, уочи избијања Другог светског рата.
Свој рад у Епархији америчко-канадској епископ Дионисије је почео од манастира Светог Саве у Либертивилу. Најпре је преместио седиште Епархије из Чикага у манастир Светог Саве у Либертивилу, а затим је извршио његово потпуно реновирање. У току 1941/43, године увећао је манастирско имање за 73 акра. На Шејдланду у Пенсилванији, 1950. године је купио фарму од 1400 акара са зградама за смештај остарелих лица и за дечије летовалиште; а у Џексону, Калифорнија, докупио је 173 акара земље. Организовао је већи број парохија и црквено-школских општина. Свакако, међу најзначајније подухвате које је епископ Дионисије предузео као Епископ америчко-канадски, јесте његов рад на довођењу и збрињавању Срба из заробљеничких логора Немачке, Италије и Аустрије, по завршетку Другог светског рата. Према евиденцији, 16.000 Срба доведено је у Америку и Канаду на основу гарантних писама које је епископ Дионисије потписао и око 30 писмених изјава за свештенике који су дошли у Америку и Канаду, којима је обезбедио парохије.
Да би упознао светску јавност са страдањима српског народа за време Другог светског рата, написао је књигу на енглеском језику: Мучеништво српског народа.

### Раскол
До почетка 1960-их став Српске православне цркве према комунистичким властима је био извор сталних напетости између епископа Дионисија и патријарха Германа. Као и све цркве у комунистичким земљама, и СПЦ је морала да нађе модус вивенди са државом да би обезбедила свој рад. Свештеници из дијаспоре су нападали свештенике у земљи да су се прелако предали.
Дионисије је 1953. упознао Радмилу Милентијевић. Дозволио јој је да станује у црквеним просторијама и поклањао јој је скупе дарове. Због тога се причало да је она епископова љубавница и тек након скандала који је избио 1961. Радмила је отишла из Чикага.
Због стварања раскола у Српској православној цркви у Америци, рашчињен је од стране Светог архијерејског сабора 1964. године. Рашчињени епископ Дионисије је одбио да прихвати одлуку Сабора и најавио је оснивање своје одметнуте цркве која је одбила да призна легитимитет патријарха Германа.
У Аустралији је сазвао Први црквено-народни сабор у Мелбурну, 31. октобра 1964. године, на коме је основана Слободна српска православна црква, Епархија за Аустралију и Нови Зеланд.
Преминуо је 15. маја 1979. у манастиру Св. Саве у Либертивилу и сахрањен поред манастирске цркве.